# Claude Charles de Rouvroy de Saint-Simon
Pour les autres membres de la famille, voir Maison de Rouvroy de Saint-Simon.
Pour les articles homonymes, voir Claude de Saint-Simon.
Claude Charles de Rouvroy de Saint-Simon, né à Paris le 20 septembre 1695 et mort à Metz le 29 février 1760, est un prélat français, évêque de Noyon, puis de Metz. Il ne doit pas être confondu avec son frère Claude (1694-1768), bailli de l'ordre souverain de Malte. Tous deux sont de lointains parents du mémorialiste Louis de Rouvroy, duc de Saint-Simon, qui devient leur protecteur.

## Biographie
Claude Charles naît à Paris le 20 septembre 1695, sixième enfant d'Eustache-Titus de Rouvroy de Saint-Simon (1654-1712) et de Claire-Eugénie d'Auterive (morte en 1725). Claude Charles est baron de Jouy-Trouville, seigneur et patron de Quillebeuf et de Falvy-sur-Somme. Il est issu de la branche aînée de la maison de Rouvroy de Saint-Simon. Par Mathieu II de Rouvroy, dit « le Borgne » (tué à Azincourt en 1415), il est parent du mémorialiste Louis de Rouvroy, duc de Saint-Simon, de vingt ans son aîné. Destiné à la vie ecclésiastique, Claude Charles reçoit la tonsure à quatorze ans, le 16 mars 1710. À la mort d'Eustache-Titus en 1712, le duc de Saint-Simon prend la fratrie sous sa protection.

### Abbé de Jumièges
Le 20 janvier 1716, à la demande du duc, membre du conseil du Régence et surtout ami du Régent, Claude Charles est nommé, à l'âge de 20 ans, 80e abbé de Jumièges — abbaye vacante depuis 1695, et demeurée en économat. Les revenus sont de 23 000 livres. Le pape Clément XI confirme la nomination le 5 mars 1719. Claude Charles prend possession de l'abbaye par procureur le 30 avril 1720. Dès lors, il ne s'applique plus, selon l'abbé Julien Loth, qu'« à s'enrichir des biens de Jumièges ». De 1723 à 1726, il va être en procès avec ses religieux.
D'octobre 1721 à avril 1722, il accompagne le duc de Saint-Simon dans son ambassade extraordinaire en Espagne. En décembre 1721, à Villalmanzo, le duc est frappé de la petite vérole, et doit rester isolé. Pendant six semaines, il est remplacé par l'abbé de Saint-Simon, qui entretient une correspondance avec le cardinal Dubois, avec le président du conseil des Affaires étrangères espagnol Grimaldo, avec le conseiller Sartine et avec d'autres encore.

### Évêque-comte de Noyon
Le 22 juillet 1731,, l'abbé de Saint-Simon est nommé évêque-comte de Noyon. L'évêché est en effet assorti d'un comté et d'une pairie de France. Le sacre a lieu le 15 juin 1732. Le nouveau pair prête serment le 12 janvier 1733, et prend séance au parlement de Paris. La même année, il fait condamner aux galères deux paysans ayant braconné. Il tient à les voir enchaînés.

### Évêque de Metz
Le 28 août, il est transféré à l'évêché de Metz. Il ne prend possession de ce prestigieux et lucratif siège épiscopal que le 16 juin 1734. Les évêques de Metz, Toul et Verdun sont, depuis le traité de Münster (octobre 1648), « effacés de la matricule de l'Empire ». Malgré cela, Saint-Simon prétend au titre d'altesse et aux droits régaliens de prince du Saint-Empire romain germanique. En 1737, il entre en conflit avec le parlement municipal. Par arrêt, celui-ci lui interdit de prendre la qualité de prince de Metz.

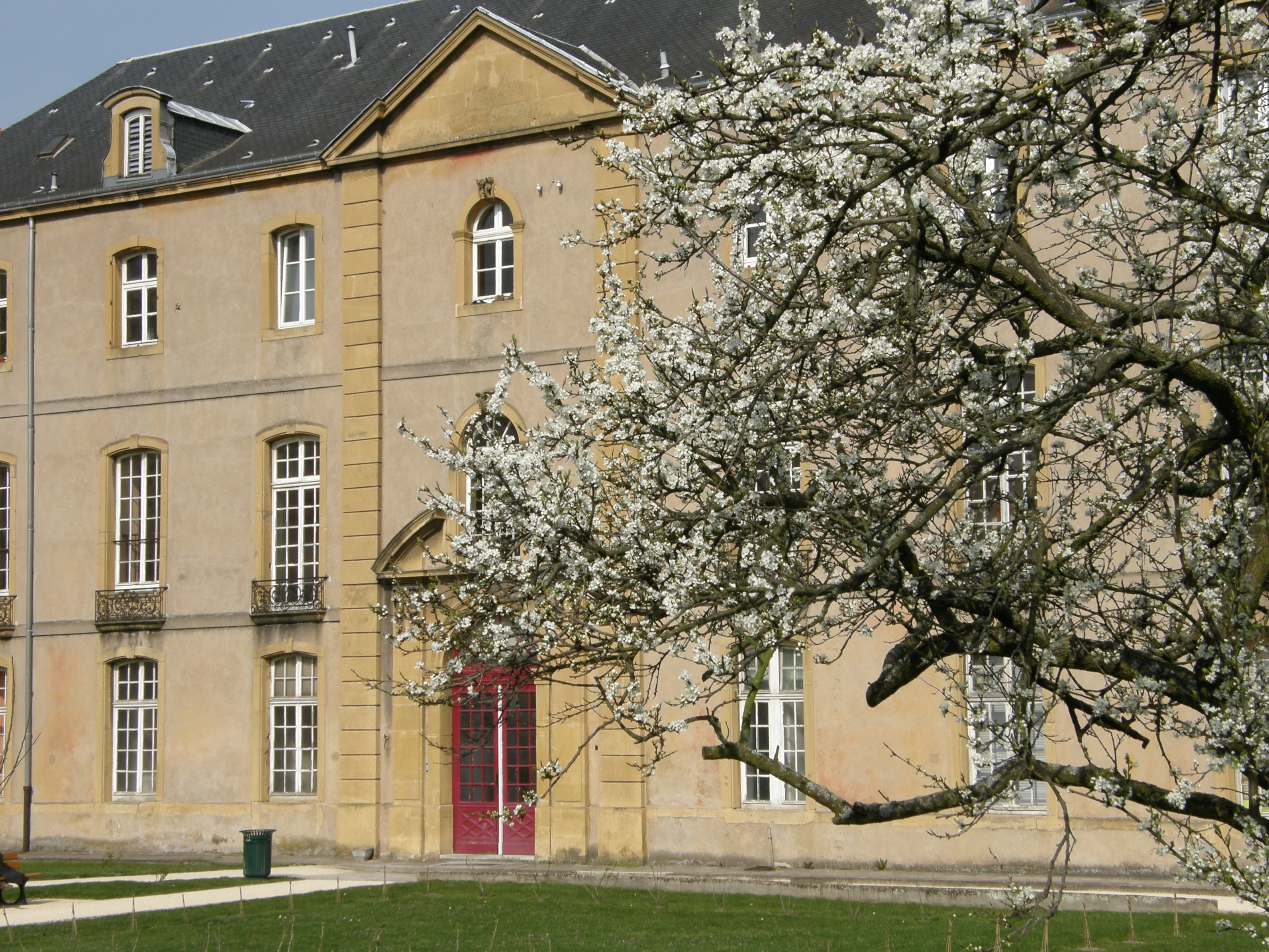
Le grand séminaire de Metz.

En 1744, la France est en guerre contre l'Autriche (guerre de Succession d'Autriche). Le roi Louis XV s'arrête à Metz pour inspecter les troupes et les fortifications. Saint-Simon l'accueille dans sa cathédrale.
À partir de 1743, conformément aux décrets du concile de Trente, l'évêque fait bâtir le séminaire de Metz, qu'il dédie à saint Simon et à sainte Anne. Pour en assurer les frais de fonctionnement, il ferme plusieurs chapitres, en dépit de bien des oppositions. Il se heurte notamment au gouverneur Fouquet de Belle-Isle lorsqu'il veut supprimer le chapitre de la collégiale Saint-Thiébaut de Thann. Il échoue dans sa tentative.
Il introduit à Metz les frères des écoles de charité. Il prend comme grand vicaire son parent, Charles-François de Rouvroy de Saint Simon, qui va devenir évêque d'Agde. Son cousin et père adoptif le duc de Saint-Simon meurt en 1755. Il lui lègue par testament l'ensemble de ses manuscrits, y compris les fameux Mémoires. L'évêque n'arrive pas à en prendre possession, en raison de l'opposition des créanciers du duc et de l'inquiétude du pouvoir quant à leur contenu.
Il meurt à Metz le 29 février 1760, à l'âge de 64 ans. « D'après les documents conservés, remarque Yves Coirault, il ne semble pas qu'un tel prélat ait eu d'autres mérites que celui de sa maison. »

## Iconographie
Son principal portrait connu est peint par Hyacinthe Rigaud vers 1733, date à laquelle il est nommé évêque de Metz. La toile est acquise par Louis-Joseph Jay à Paris en 1799. Elle entre au musée de Grenoble en 1800.Un autre portrait se trouve en haut du grand escalier du grand séminaire de Metz